# Sanguisorba filiformis
Sanguisorba filiformis är en rosväxtart som först beskrevs av Joseph Dalton Hooker, och fick sitt nu gällande namn av Hand.-mazz.. Sanguisorba filiformis ingår i släktet storpimpineller, och familjen rosväxter. Inga underarter finns listade i Catalogue of Life.